# Cimetière Bougrovskoïe de Nijni Novgorod
Le cimetière Bougrovskoïe (Бугровское кладбище), dit aussi cimetière rouge (Красное кладбище) ou nouveau cimetière de Nijni Novgorod, est un des cimetières de la ville de Nijni Novgorod en Russie. Il se trouve au 34 rue Pouchkine.

## Histoire

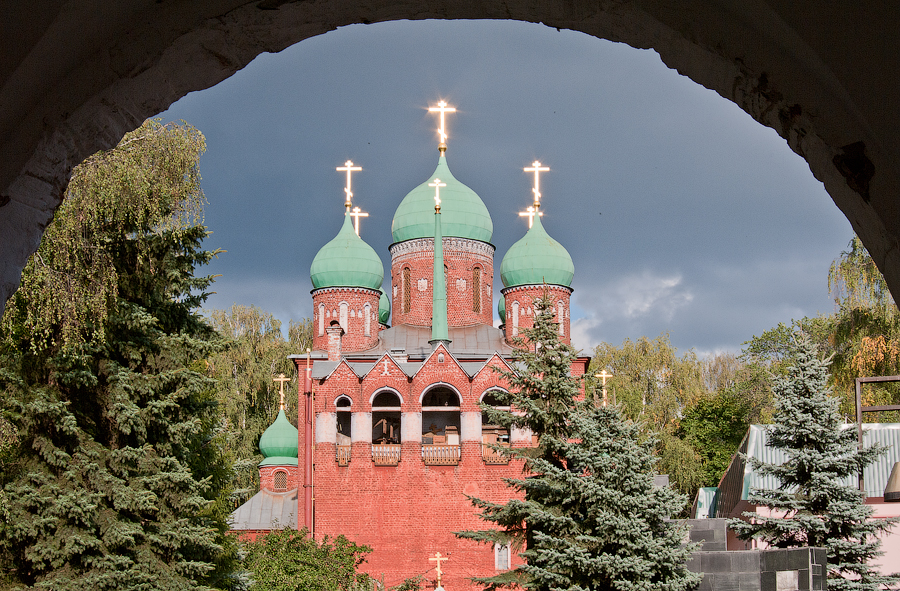
Église de l'Assomption.

Ce cimetière a été planifié dans les années 1880-1890 et prend sa superficie actuelle selon le plan de la ville en 1896. L'enceinte est d'abord construite en bois avec au milieu du cimetière une petite chapelle.
C'est dans le courant de la Première Guerre mondiale qu'il prend sa physionomie et grâce à l'appui financier de Varvara Mikhaïlovna Bourmistrova née Roukavichnikova (issue d'une riche famille de marchands de la ville) il s'étend sur 16 hectares et est entouré d'un mur de briques rouges (d'où le nom du cimetière). Selon les plans de l'architecte Vladimir Pokrovski une église dédiée à l'Assomption est érigée en 1916 pour desservir le cimetière. Son décor intérieur n'est pas terminé lorsque la révolution éclate. Dans les années 1930, elle est confiée  à l'Église orthodoxe russe, mais fermée par les autorités peu de temps après. Elle est donnée aux Vieux-Croyants dans les années 1960, remplaçant ensuite l'église de Vieux-Croyants détruite à l'été 1965 de la rue Souïetine dont le décor intérieur lui est transféré.
Après 1918, le cimetière principal de Nijni Novgorod, dit de Saint-Pierre-et-Saint-Paul, est détruit pour en faire plus tard le parc Koulibine. Il en est de même pour le cimetière de Notre-Dame-de-Kazan ; et les inhumations se poursuivent ici.
Pendant la répression stalinienne des fosses communes sont creusées pour les personnes fusillées jusqu'en 1938. Un mémorial leur a été érigé par la suite.
Au début de la Grande Guerre patriotique des ouvriers de l'usine téléphones Lénine tués par les bombardements allemands du 4 novembre 1941 ont été enterrés dans le carré militaire.
En 1956, le carré militaire a accueilli aussi les dépouilles de quatre pilotes polaires tués tragiquement.

## Aujourd'hui
Les inhumations ne sont permises que pour les familles possédant déjà une sépulture ou pour des cas particuliers (personnalités éminentes) ou à la place de sépultures déclarées en état d'abandon.

## Personnalités
- Rostislav Alexeïev (1916-1980), concepteur soviétique d'engins à grande vitesse dans le domaine de la construction navale[5]
- Alexandre Andronov (1901-1952), physicien
- Ivan Annenkov (1802-1878), décembriste
- Victor Bouchouïev (1933-2003), champion olympique (1960) d'haltérophilie
- Wacław Dworzecki (1910-1993), acteur
- Pauline Geuble (1800-1876), modiste française, épouse du décembriste Ivan Annenkov
- Max Hoelz (1889-1933), révolutionnaire communiste allemand
- Alexandre Iakovlev (1879-1951), architecte
- Samouil Kaplan (1921-1978), astrophysicien
- Andreï Kareline (1837-1906), photographe
- Pavel Kareline (1990-2011), sauteur à ski
- Pavel Melnikov (1818-1883), écrivain
- German Svechnikov (1937-2003), escrimeur

## Photographies

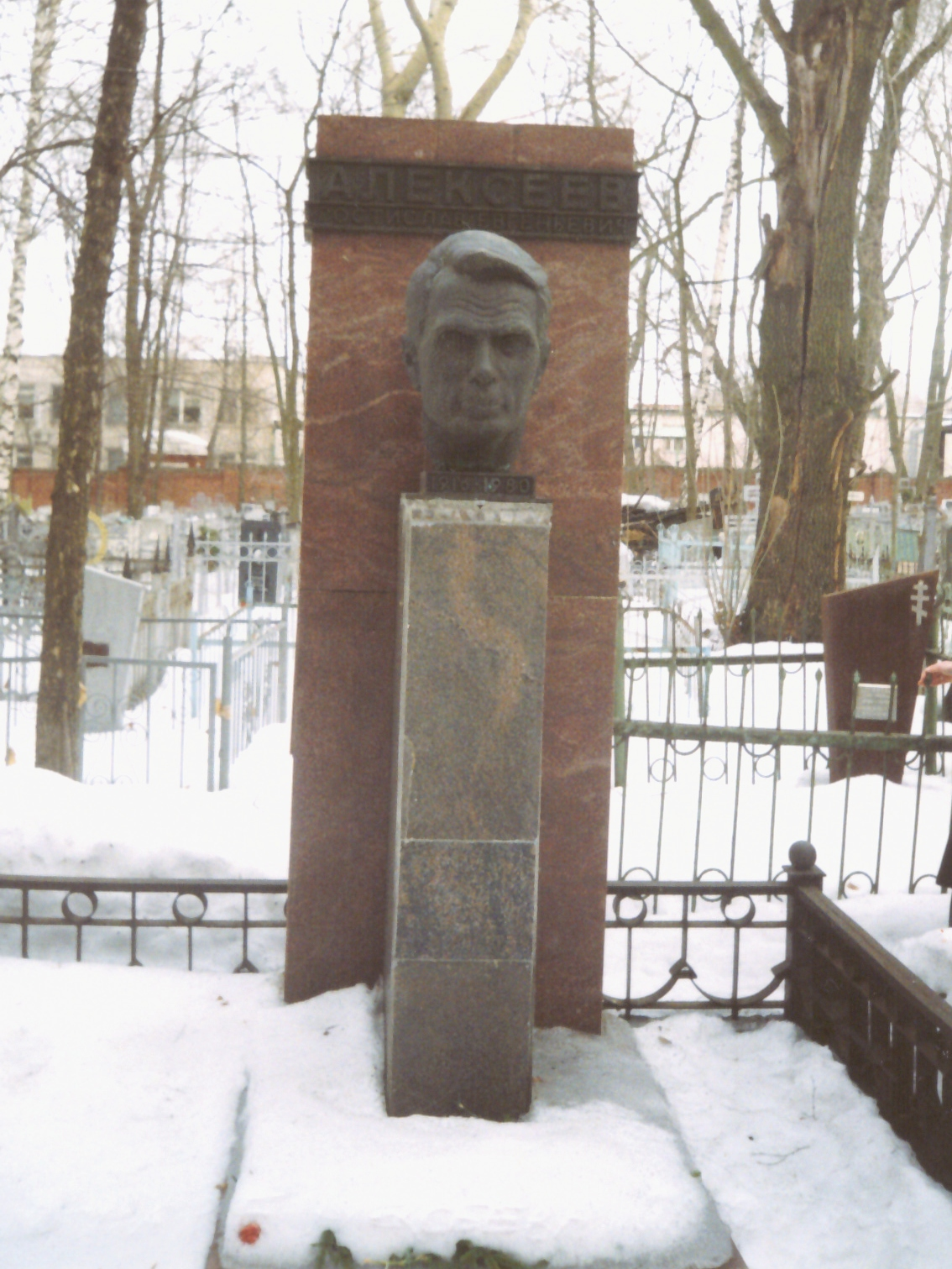
Sépulture de Rostislav Alexeïev
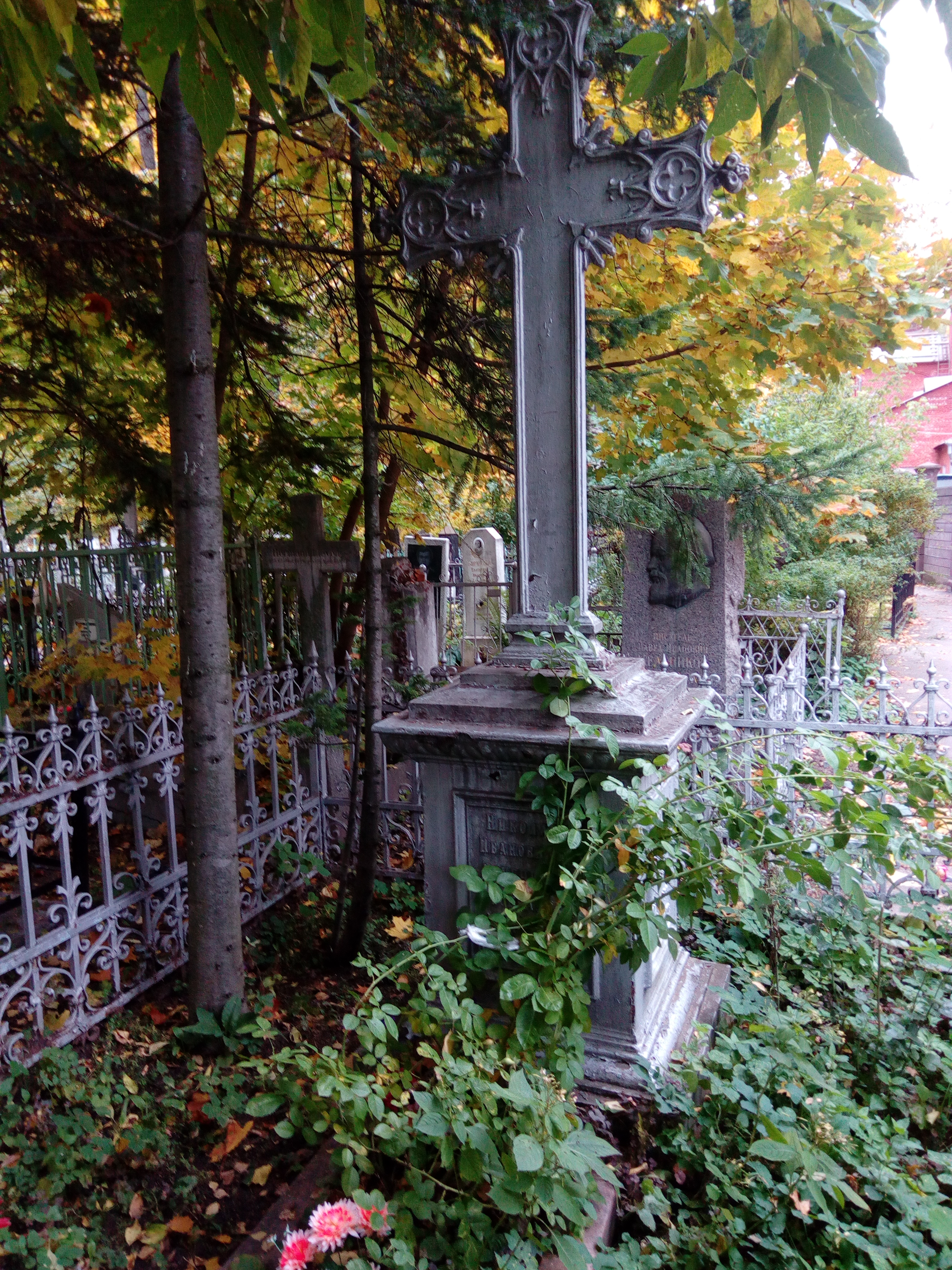
Tombe d'Ivan Annenkov et de son épouse née Pauline Geuble
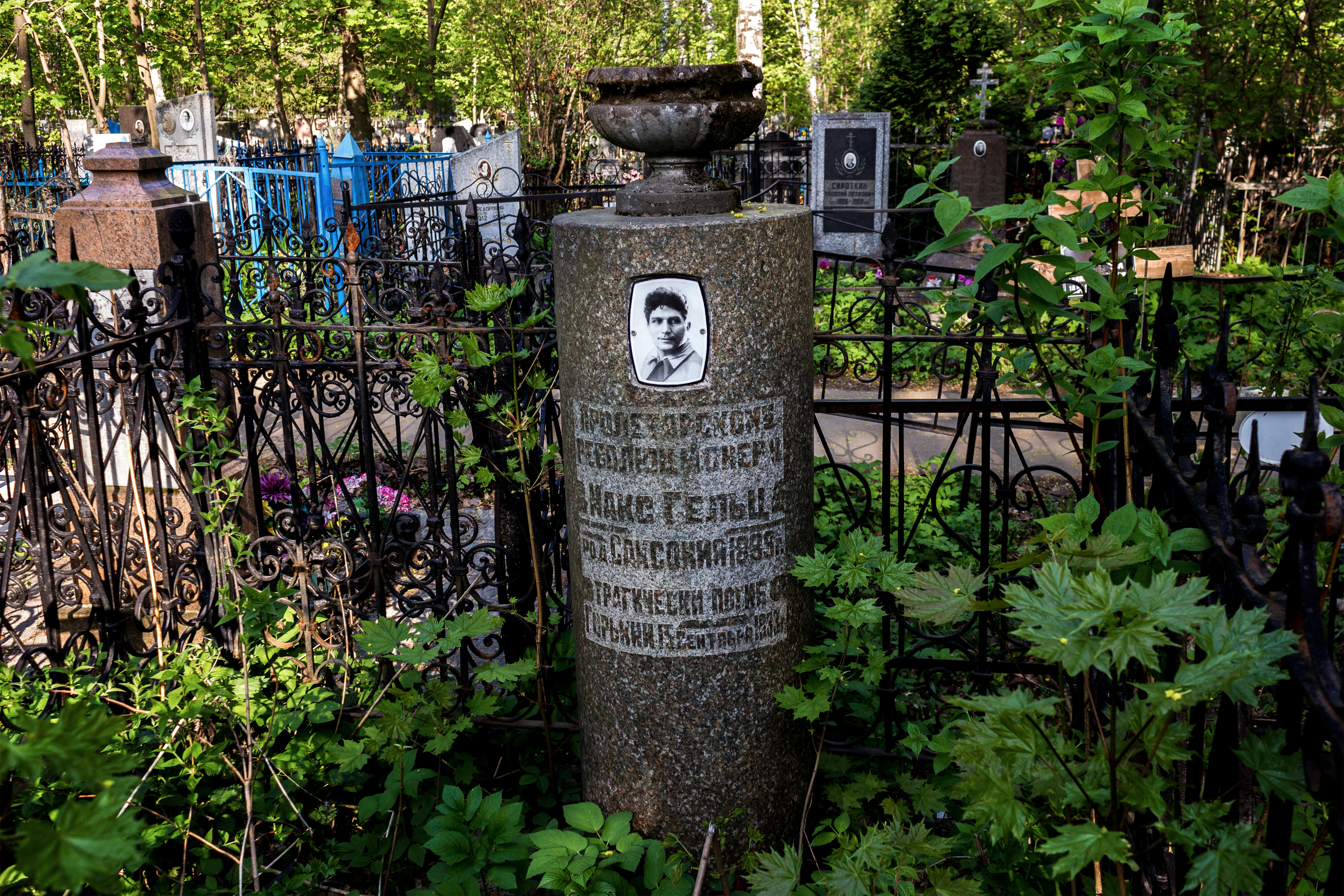
Tombe du révolutionnaire allemand Max Hoelz
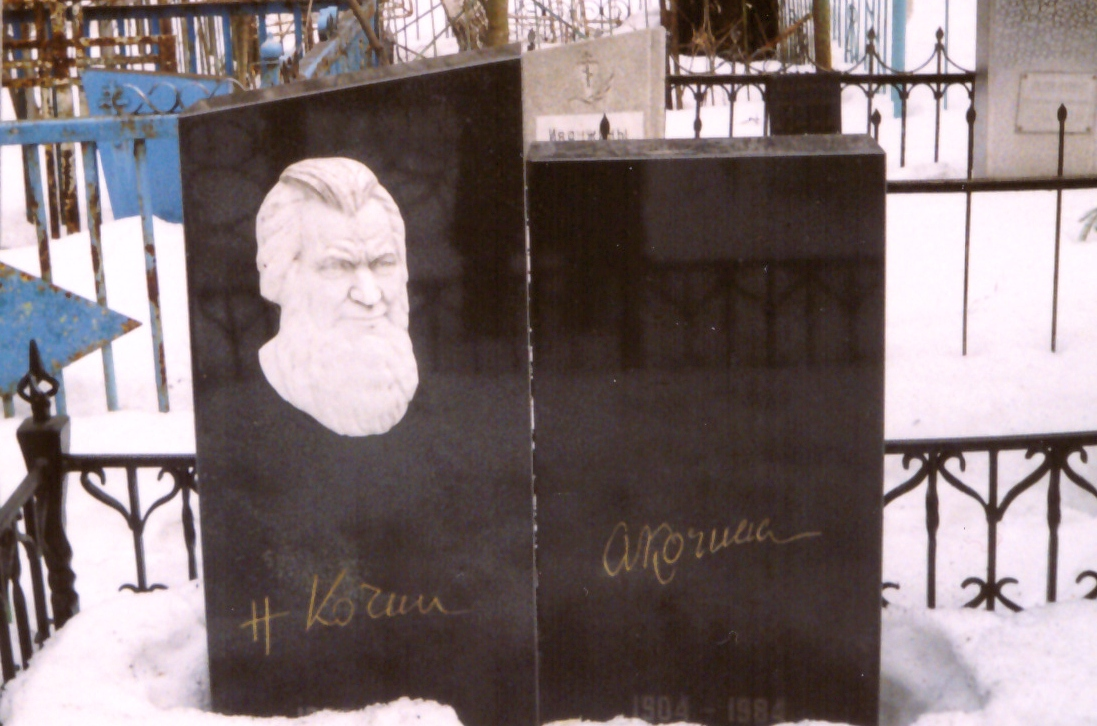
Tombe de l'écrivain Nikolaï Kotchine (1902-1983)